# Wit Kapelleke

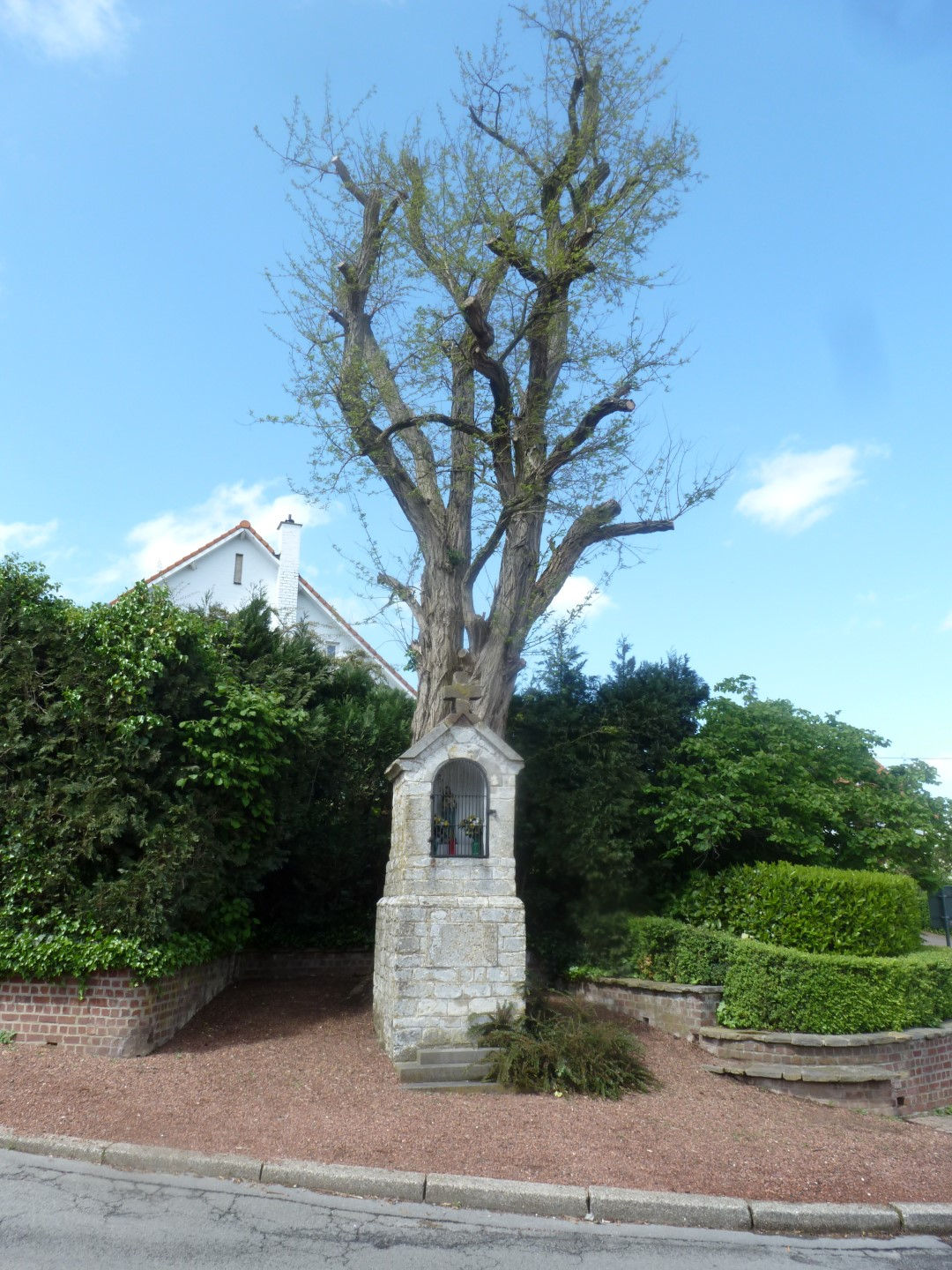
Wit Kapelleke

Het Wit Kapelleke is een kapel in de tot de Vlaams-Brabantse gemeente Beersel behorende plaats Alsemberg, gelegen aan de J.B. Vandenboschstraat 18.
Het betreft een eenvoudige, aan Onze-Lieve-Vrouw gewijde, niskapel. De kapel werd opgericht in 1728 en in 1929 gedeeltelijk herbouwd. Stichters waren: Frans en Jan Usselinckx en Joanna Van der Linden. Frans en Jan waren zonen van de in 1715 gestorven Gillis Frans Usselinckx die heer was van Alsemberg. Jan Usselincks was prior van de Priorij Zevenborren.
Achter de kapel staat een lindenboom.